# Star Wars, épisode IV : Un nouvel espoir
La Guerre des étoiles
Vous lisez un « bon article » labellisé en 2015.
Cet article concerne le film sorti en 1977 sous le titre « La Guerre des étoiles ». Pour l'univers de fiction, voir Star Wars.
Série Star Wars
Épisode V : L'Empire contre-attaque
(1980)
Pour plus de détails, voir Fiche technique et Distribution.
La Guerre des étoiles (Star Wars) est un film américain de science-fiction de type space opera écrit et réalisé par George Lucas, sorti en 1977. À partir de 1981, il est exploité sous le nom Star Wars, épisode IV : Un nouvel espoir (Star Wars: Episode IV – A New Hope).
C'est le premier opus de la saga Star Wars par sa date de sortie, mais le quatrième selon l'ordre chronologique de l'histoire. Il est le premier volet de la trilogie originale qui est constituée également des films L'Empire contre-attaque et Le Retour du Jedi. Ce film est aussi le troisième long métrage réalisé par Lucas.
L'histoire de cet épisode se déroule presque dix-neuf ans après les événements de La Revanche des Sith (sorti en 2005), et juste après ceux de Rogue One (sorti en 2016). L'intrigue se concentre sur l'Alliance rebelle, une organisation qui tente de détruire la station spatiale Étoile noire, l'arme absolue du très autoritaire Empire galactique. Mêlé malgré lui à ce conflit galactique, le jeune ouvrier agricole Luke Skywalker s'engage au sein des forces rebelles après le massacre de sa famille par des soldats impériaux. Initié aux pouvoirs de la Force par son mentor Obi-Wan Kenobi, trop tôt assassiné par le maléfique Dark Vador, Luke utilise ses nouveaux dons pour détruire l'Étoile noire à la fin du film.
George Lucas commence l’écriture du scénario en 1973. La préproduction du film dure deux ans. Le tournage en lui-même se déroule de mars à juillet 1976, principalement aux studios d'Elstree, en Angleterre mais aussi en extérieur en Tunisie. La musique du film est composée et dirigée par John Williams. Insatisfait des trucages de son film, le réalisateur le remonte en 1997 en y ajoutant des effets numériques.
Le film s'inspire à la fois des westerns, des films de sabre, des films de guerre, des séries de science-fiction, et il utilise le concept du voyage du héros comme base narrative. Un nouvel espoir est à la fois un succès commercial et un succès critique. Il remporte de nombreux prix, notamment sept Oscars.
Élément fondateur de l'univers de fiction Star Wars, La Guerre des étoiles est sortie en VHS en mai 1982 puis progressivement sur d'autres supports, et a également engendré un nombre considérable de produits dérivés.

## Synopsis

### Présentation de l'univers

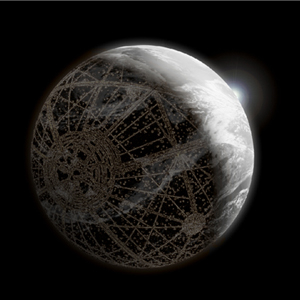
Vision d'artiste de la planète Coruscant.

L'univers de Star Wars se déroule dans une galaxie qui est le théâtre d'affrontements entre les Chevaliers Jedi et les Seigneurs noirs des Sith, personnes sensibles à la Force, un champ énergétique mystérieux leur procurant des pouvoirs psychiques. Les Jedi maîtrisent le Côté lumineux de la Force, pouvoir bénéfique et défensif, pour maintenir la paix dans la galaxie. Les Sith utilisent le Côté obscur, pouvoir nuisible et destructeur, pour leurs usages personnels et pour dominer la galaxie.
Pour ramener la paix, une République galactique a été fondée avec pour capitale la planète Coruscant. Mais, tout au long de son existence, elle est secouée par des sécessions et des guerres, ainsi que par la corruption au sein du Sénat. Pour y mettre fin, la République est remplacée en 19 av. BY par un Empire galactique autoritaire et discriminatoire. Cette nouvelle entité est dirigée par le Sith Palpatine, son apprenti Dark Vador et son chef d'état-major Tarkin.
Cependant, après plusieurs années, la brutalité du régime provoque l'apparition d'une opposition armée : l'Alliance rebelle. Le premier coup d'éclat de cette dernière se déroule quelque temps avant BY, lorsque des espions rebelles parviennent à mettre la main sur les plans de la station spatiale Étoile noire, une arme absolue que Tarkin construit en secret depuis l’avènement de l’Empire. La princesse Leia, l'une des responsables de l'Alliance, est alors chargée de rapporter en lieu sûr les plans dérobés.

### Déroulement du synopsis
Le vaisseau spatial de Leia est arraisonné par l'énorme croiseur interstellaire dans lequel se trouve Dark Vador alors qu'elle s'apprête à faire escale sur la planète désertique Tatooine. Les Impériaux pénètrent à bord et font prisonniers ses occupants, considérés comme des espions. Se sentant perdue, la princesse prend la décision de confier les plans dérobés au petit droïde R2-D2. Ce dernier s'échappe avec un autre robot du nom de C-3PO grâce à une capsule de sauvetage. Ils parviennent à atterrir sur Tatooine sans trop d'encombres mais se font rapidement capturer par des Jawas, petites créatures autochtones spécialisées dans la vente de ferraille et de composants électroniques. Ils vendent les deux droïdes à un couple de fermiers. En nettoyant les robots, leur neveu Luke Skywalker découvre par hasard un message de la princesse Leia enregistré dans R2-D2. Ce message est destiné à un général dénommé Obi-Wan Kenobi. Le jeune homme pense qu'il pourrait s'agir d'un vieil ermite, Ben Kenobi, qui vit non loin de là. Le soir venu, R2-D2 s'échappe de la ferme pour accomplir sa mission initiale, délivrer le message à Obi-Wan Kenobi. Luke part à sa recherche dès le lendemain matin avec C-3PO mais ils se font attaquer par les dangereux Hommes des Sables. Heureusement, l'intervention de Kenobi les met en déroute.

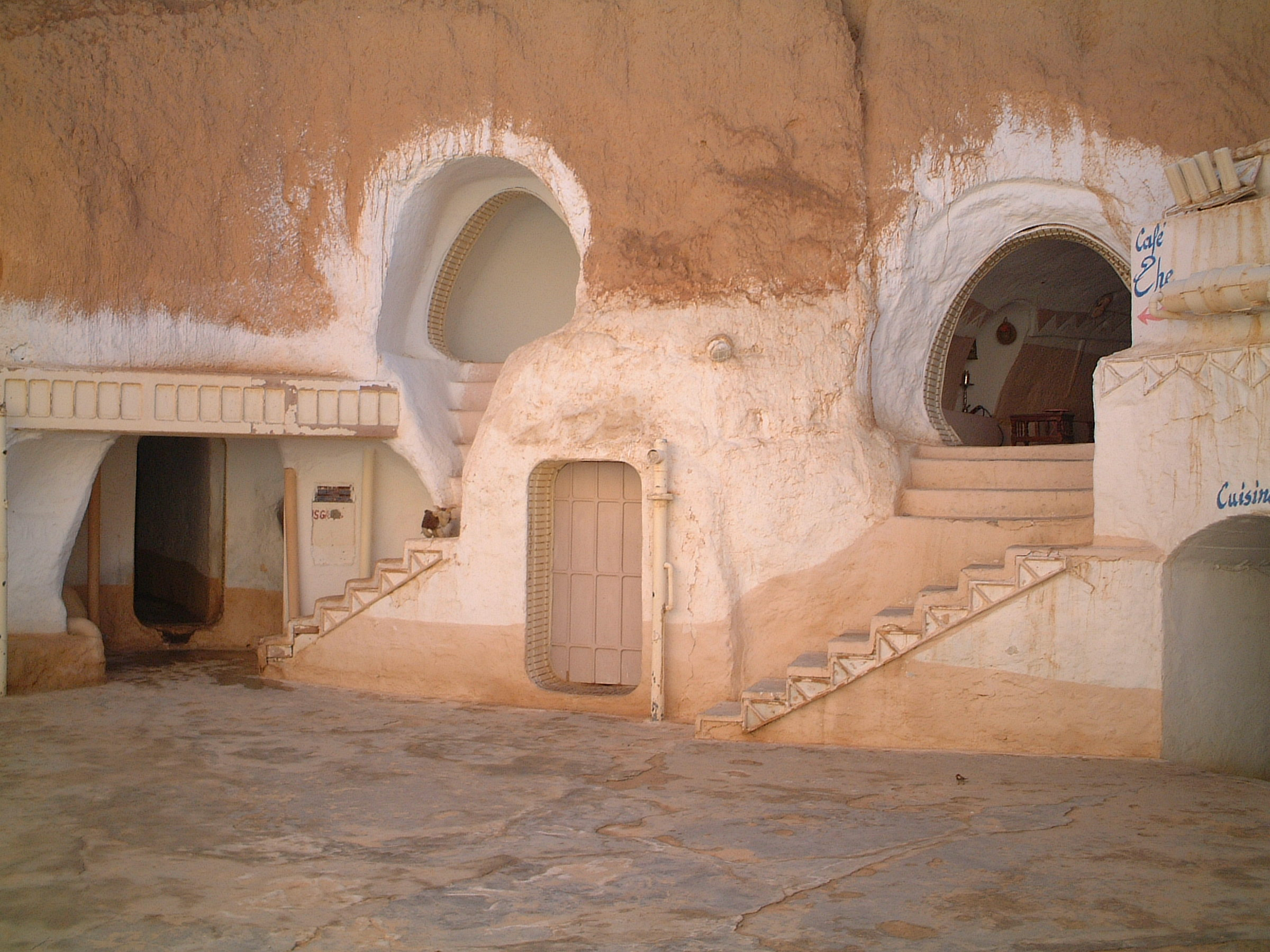
Ferme des Lars où Luke a grandi.

Kenobi prend connaissance du message de la princesse, qui le supplie de rejoindre la planète Alderaan pour confier les précieux plans volés à son père qui est l'un des dirigeants de l'Alliance rebelle. Le vieil homme explique à Luke qu'il était autrefois un chevalier Jedi. Il révèle également au jeune homme qu'il connaissait son père, un valeureux pilote et guerrier Jedi durant la guerre des clones, ayant été éliminé par le Jedi Dark Vador, qui a trahi les siens. Luke est étonné, son oncle lui ayant raconté que son père avait été simple navigateur. Obi-Wan lui apprend également l'existence de la Force et qu'après une formation, il saurait lui aussi la maîtriser.
Entre-temps, Vador lance ses troupes à la recherche des droïdes. De retour chez lui, le jeune Skywalker découvre avec horreur les corps calcinés de son oncle et de sa tante. Il décide alors de s'enfuir avec Kenobi jusqu'à l'astroport de Mos Eisley pour y trouver un pilote capable de les emmener à Alderaan. Dans un bar de la ville, ils font la connaissance du contrebandier Han Solo et son copilote, le Wookiee Chewbacca. Tous deux acceptent de les emmener à bord de leur vaisseau Faucon Millenium en échange d'une forte somme d'argent. Ils décollent peu après en catastrophe car ils sont repérés par des soldats de l'Empire. Durant le voyage, Luke fait ses premiers pas dans la Force avec le sabre laser de son père qu'Obi-Wan garde précieusement depuis près de vingt ans. Le Jedi ressent soudainement à travers la Force un terrible événement mais ne parvient pas à l'identifier. Il s'agit en fait d'un génocide qui vient d'être commis sur ordre de Tarkin. Celui-ci, pour faire avouer à la princesse Leia où se trouve la base de l'Alliance rebelle, n'a pas hésité à faire annihiler la planète Alderaan par le super-laser de l’Étoile noire. Arrivé dans le champ d’astéroïdes qui marque désormais l'ancien emplacement de la planète, le vaisseau de Solo tombe dans le champ d'action d'un puissant rayon qui le tracte jusqu'à l'Étoile noire.

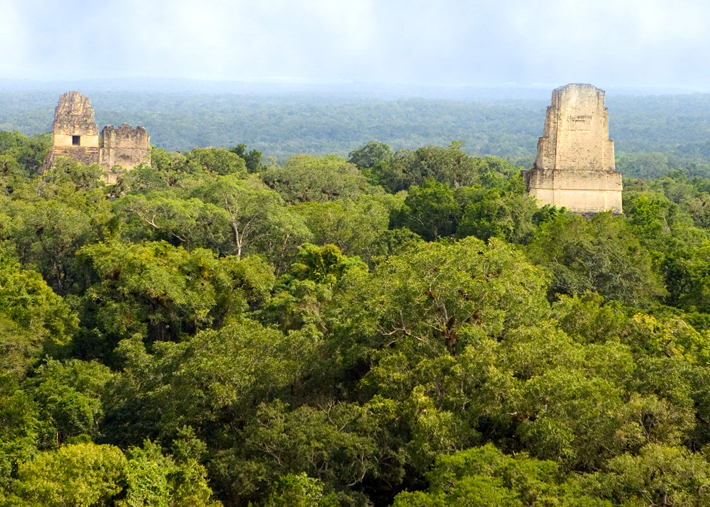
La base rebelle de Yavin 4.

Le groupe se dissimule dans des compartiments cachés pour faire croire aux impériaux que le vaisseau est vide. Puis, ils se séparent : Obi-Wan désactive le rayon tracteur tandis que Luke, Han et Chewbacca délivrent la princesse retenue prisonnière dans un cachot de l'Étoile noire. Dark Vador sent rapidement la présence de Kenobi et décide d'affronter au sabre laser son ancien mentor et ami. Luke assiste impuissant à la mort d'Obi-Wan qui s'est laissé vaincre par son adversaire. En réalité, le maître Jedi a disparu physiquement pour ne faire plus qu'un avec la Force et devenir ainsi un esprit capable de guider le jeune homme. Luke, Han, Chewbacca et Leia parviennent cependant à regagner leur vaisseau et quittent l'Étoile noire. Ils se rendent à la base secrète de l'Alliance rebelle sur le satellite naturel Yavin 4. Mais grâce à un mouchard électronique implanté dans leur vaisseau, Tarkin parvient à localiser la base rebelle et dirige l'Étoile noire vers cette destination. De leur côté les rebelles analysent les plans dérobés et trouvent une faille à exploiter. Un missile envoyé dans une bouche d'entrée d'aération qui conduit au cœur même de la station peut en effet anéantir l'Étoile noire. Le jeune Luke Skywalker décide de se battre avec l'escadron rebelle qui part alors affronter la station.
L’assaut est donné sur l'Étoile noire. Une partie des pilotes rebelles retiennent les vaisseaux ennemis pendant que d'autres tentent d'atteindre la bouche d'aération. Mais Dark Vador en personne décolle pour donner la chasse. Les vaisseaux rebelles tombent ainsi tour à tour sous ses coups. Luke se retrouve alors seul pour mener à bien la mission. Il décide alors d'utiliser la Force, comme Obi-Wan lui a appris. Han vient alors l'aider à éliminer les sbires de l'Empire. Tandis que le chasseur de Vador, déséquilibré par une manœuvre maladroite de son ailier, part à la dérive dans l'espace, le jeune Skywalker parvient à atteindre sa cible. L'Étoile noire est alors pulvérisée. Luke et Han reviennent après sur Yavin 4 et y sont accueillis en héros. La bataille de Yavin marque ainsi la première grande victoire de l'Alliance contre la tyrannie de l'Empire.

## Personnages

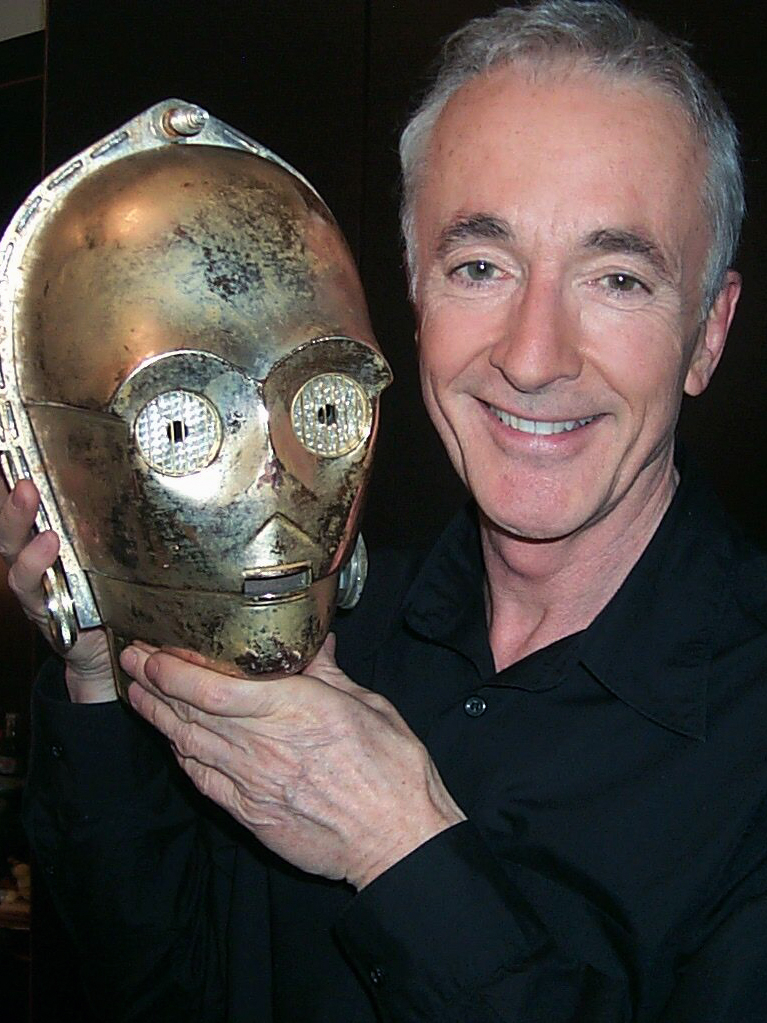
L'acteur Anthony Daniels incarne le droïde C-3PO.

- Luke Skywalker : c'est un jeune garçon de ferme élevé par son oncle Owen et sa tante Beru sur la planète désertique Tatooine. Il possède une affinité particulière pour les machines et des grandes aptitudes pour le pilotage. Il n'a qu'un rêve, quitter la ferme familiale et partir à l'aventure[13].
- Han Solo[Note 6] : c'est un contrebandier travaillant pour le puissant trafiquant Jabba le Hutt. Lors d'un voyage de contrebande, il est arraisonné par un vaisseau impérial. Pour ne pas se faire arrêter, il expulse sa marchandise dans l'espace. Depuis lors, Jabba lui réclame un dédommagement pour avoir détruit cette marchandise[14].
- Princesse Leia Organa : elle est la fille adoptive de Bail Organa, l'un des chefs de l'Alliance rebelle. Elle grandit sur la paisible planète d'Alderaan. Leia se lance très tôt dans la politique et rejoint secrètement les forces rebelles. Devenue la sénatrice de sa planète, elle profite de son immunité diplomatique pour fédérer les opposants à l'Empire[15].
- Le Grand Moff Tarkin[Note 6] : issu d'une puissante famille aristocrate, il choisit de suivre une carrière d'officier militaire. Ambitieux et sans scrupule, il est rapidement repéré par le futur empereur Palpatine qui favorise son ascension durant la Guerre des clones. Après la proclamation de l'Empire galactique, Tarkin est promu au grade militaire suprême de Grand Moff. Tarkin se voit alors confier le projet de superviser la construction d'une arme secrète, l'Étoile noire[16].
- Obi-Wan Kenobi : ce chevalier Jedi est l'ancien mentor et ami de Dark Vador. Après le changement de camp de ce dernier, Obi-Wan se voit dans l'obligation de l'arrêter. Leur confrontation laisse Vador gravement blessé et handicapé. Après ce combat, Obi-Wan s'exile sur Tatooine où il surveille de près le fils de son ancien ami : Luke Skywalker[2].
- C-3PO[Note 6] : c'est un droïde de protocole conçu pour les relations entre les humains et les autres droïdes. Il est le compagnon de toujours de R2-D2. Il appartient au capitaine du vaisseau qui achemine la princesse Leia lors de ses missions diplomatiques[17].
- R2-D2[Note 6] : c'est un droïde astromécano conçu pour la réparation et le pilotage automatique des vaisseaux spatiaux. Il appartient au même propriétaire que C-3PO. Il se voit confier par la princesse Leia, une mission d'une importance capitale[18].
- Chewbacca[Note 6] : il est le copilote et le mécanicien du vaisseau de Han Solo. C'est un Wookiee de très grande taille. Obi-Wan Kenobi s'adresse à lui pour l'acheminer jusqu'à la planète Alderaan[19].
- Dark Vador : il est l'apprenti de l'empereur et son fidèle second. Ancien Jedi devenu Sith, son combat contre Obi-Wan Kenobi le laisse gravement blessé. Il ne survit par la suite que grâce à une armure noire robotisée. Il est chargé par l'empereur Palpatine de traquer et d'éliminer les rebelles[20].
- Owen et Beru Lars : ce couple de fermiers s'est vu confier par Obi-Wan Kenobi la garde de Luke Skywalker. Owen ne dit jamais la vérité sur les origines de Luke et préfère lui raconter que son père était un navigateur sur un cargo d'épices. Il espère secrètement que Luke reprendra la ferme après sa mort. Beru s'aperçoit rapidement que le jeune homme aspire à une tout autre vie[21].

## Fiche technique
Sauf indication contraire, les informations mentionnées dans cette section peuvent être confirmées par les bases de données cinématographiques IMDb et Allociné,  présentes dans la section « Liens externes ».
- Titres originaux : Star Wars puis Star Wars: Episode IV – A New Hope

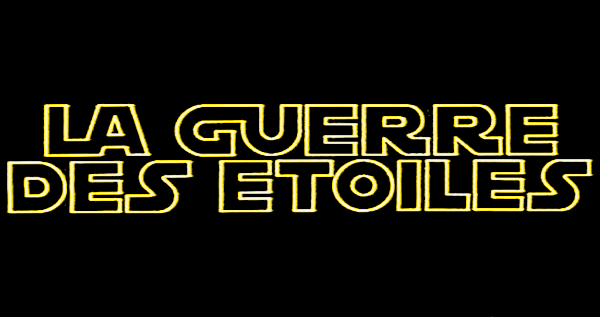
Ancien logo français de Star Wars.

- Titres français : La Guerre des étoiles puis Star Wars, épisode IV : Un nouvel espoir
- Réalisation : George Lucas
- Scénario : George Lucas
- Musique : John Williams
- Direction artistique : Leslie Dilley et Norman Reynolds
- Décors : John Barry
- Costumes : John Mollo
- Maquillage : Stuart Freeborn
- Coiffure : Pat McDermott
- Photographie : Gilbert Taylor
- Son : Les Fresholtz, Robert J. Litt, Don MacDougall, Bob Minkler, Michael Minkler, Tom Myers, Richard Portman
- Montage : Richard Chew, Paul Hirsch, Marcia Lucas en 1977 et T.M. Christopher en 1997 pour l'édition spéciale
- Effets spéciaux : Industrial Light & Magic
- Production : Gary Kurtz en 1977 et Rick McCallum en 1997 pour l'édition spéciale
  - Production déléguée : George Lucas
- Sociétés de production : Lucasfilm Ltd. et Twentieth Century Fox
- Société de distribution : Twentieth Century Fox
- Budget : 11 millions de $[22],[23],[24]
- Pays de production :  États-Unis
- Langue originale : anglais
- Format : couleur (Deluxe) (Technicolor) - 35 mm - 2,35:1 (CinemaScope - Panavision) - son Dolby stéréo en 1977 et SDDS, Dolby Digital et DTS en 1997 pour l'édition spéciale
- Genres : science-fiction, action, aventures, fantastique
- Durée : 121 minutes en 1977 et 125 minutes en 1997 pour l'édition spéciale
- Dates de sortie[25] :
  - États-Unis : 25 mai 1977 (sortie nationale)[Note 7] ; 31 janvier 1997 (édition spéciale) ; 8 octobre 2016 (Festival du film de Mill Valley)
  - Québec : 25 mai 1977[26] ; 31 janvier 1997 (édition spéciale)
  - France : 11 septembre 1977[27] (Festival de Deauville) ; 19 octobre 1977 (sortie nationale)[Note 8] ; 19 mars 1997 (édition spéciale)
  - Belgique : 27 octobre 1977 (Gand) ; 19 mars 1997 (édition spéciale)[28]
  - Suisse romande : 21 mars 1997 (édition spéciale)
- Classification :
  - États-Unis : des scènes peuvent heurter les enfants - accord parental souhaitable (PG - Parental Guidance Suggested)[Note 9]
  - France : tous publics (conseillé à partir de 8 ans)[29],[30]
  - Belgique : tous publics (Alle Leeftijden)[28]
  - Québec : tous publics (G - General Rating)[26]

## Distribution
Sauf indication contraire, les informations mentionnées dans cette section peuvent être confirmées par la base de données cinématographiques IMDb,  présente dans la section « Liens externes ».
- Mark Hamill (VF : Dominique Collignon-Maurin) : Luke Skywalker
- Harrison Ford (VF : Francis Lax[Note 10]) : Han Solo[Note 6]
- Carrie Fisher (VF : Évelyn Séléna) : princesse Leia Organa
- Peter Cushing (VF : Henri Virlogeux) : Grand Moff Tarkin[Note 6]
- Alec Guinness (VF : Philippe Dumat) : Obi-Wan « Ben » Kenobi
- Anthony Daniels (VF : Roger Carel) : C-3PO[Note 6]
- Kenny Baker : R2-D2
- Peter Mayhew : Chewbacca[Note 6]
- David Prowse : Dark Vador
- James Earl Jones (VF : François Chaumette) : voix de Dark Vador[Note 11]
- Phil Brown (VF : Claude Joseph) : oncle Owen
- Shelagh Fraser (VF : Paule Emanuele) : tante Beru
- Jack Purvis : chef des Jawas
- Alex McCrindle (VF : Henri Labussière) : général Dodonna
- Eddie Byrne (VF : Georges Atlas) : général Willard
- Drewe Henley (VF : Marc de Georgi[Note 12]) : Red leader
- Denis Lawson : Red 2 (Wedge)
- Garrick Hagon (VF : Jean Roche) : Red 3 (Biggs)
- Jack Klaff : Red 4 (John D.)
- William Hootkins : Red 6 (Porkins)
- Angus MacInnes (VF : Henry Djanik) : Yellow leader
- Jeremy Sinden : Yellow 2
- Graham Ashley : Yellow 5
- Don Henderson (VF : Serge Lhorca) : général Taggi
- Richard LeParmentier (VF : Pierre Hatet) : général Motti
- Leslie Schofield : commandant impérial

- Version française réalisée par Société nouvelle de doublage sous la direction artistique d'Éric Kahane[31].

Sources doublage : Allodoublage.com et Starwars-universe.com.

Photos des principaux interprètes.
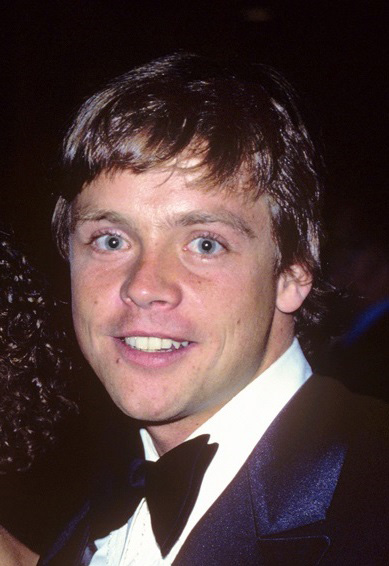
Mark Hamill en 1978.
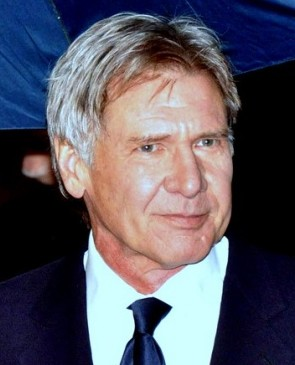
Harrison Ford en 2010.
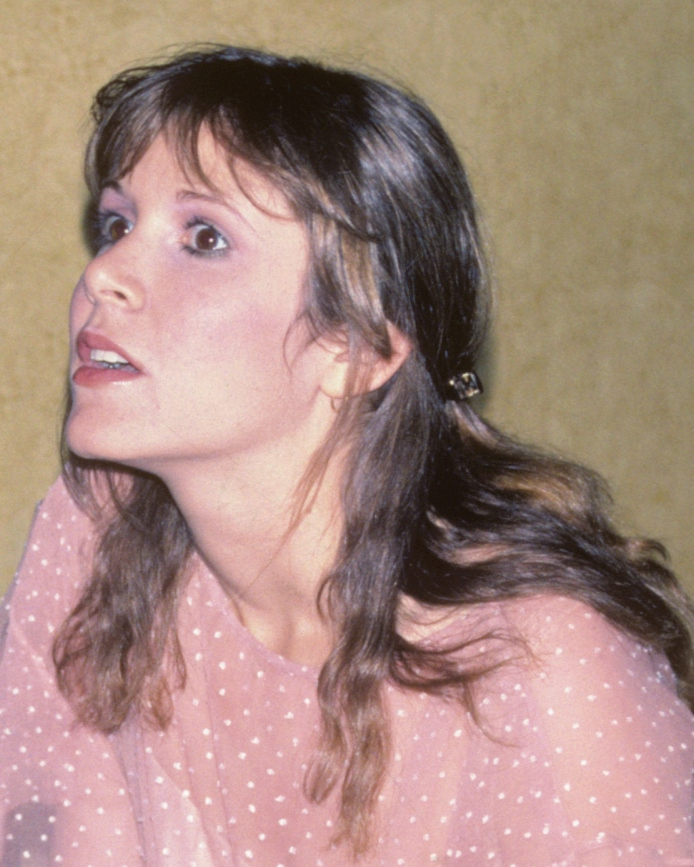
Carrie Fisher en 1978.
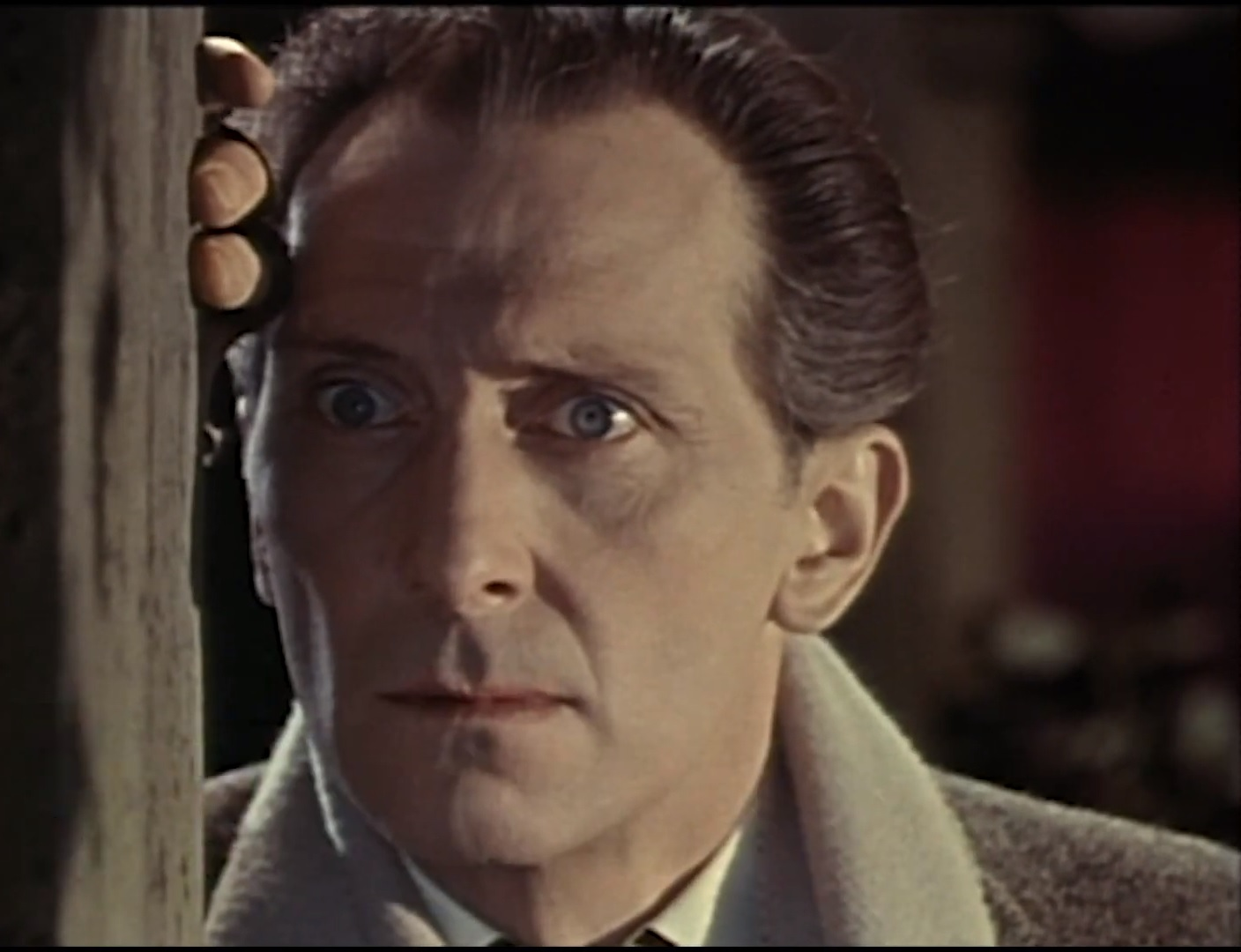
Peter Cushing en 1960.
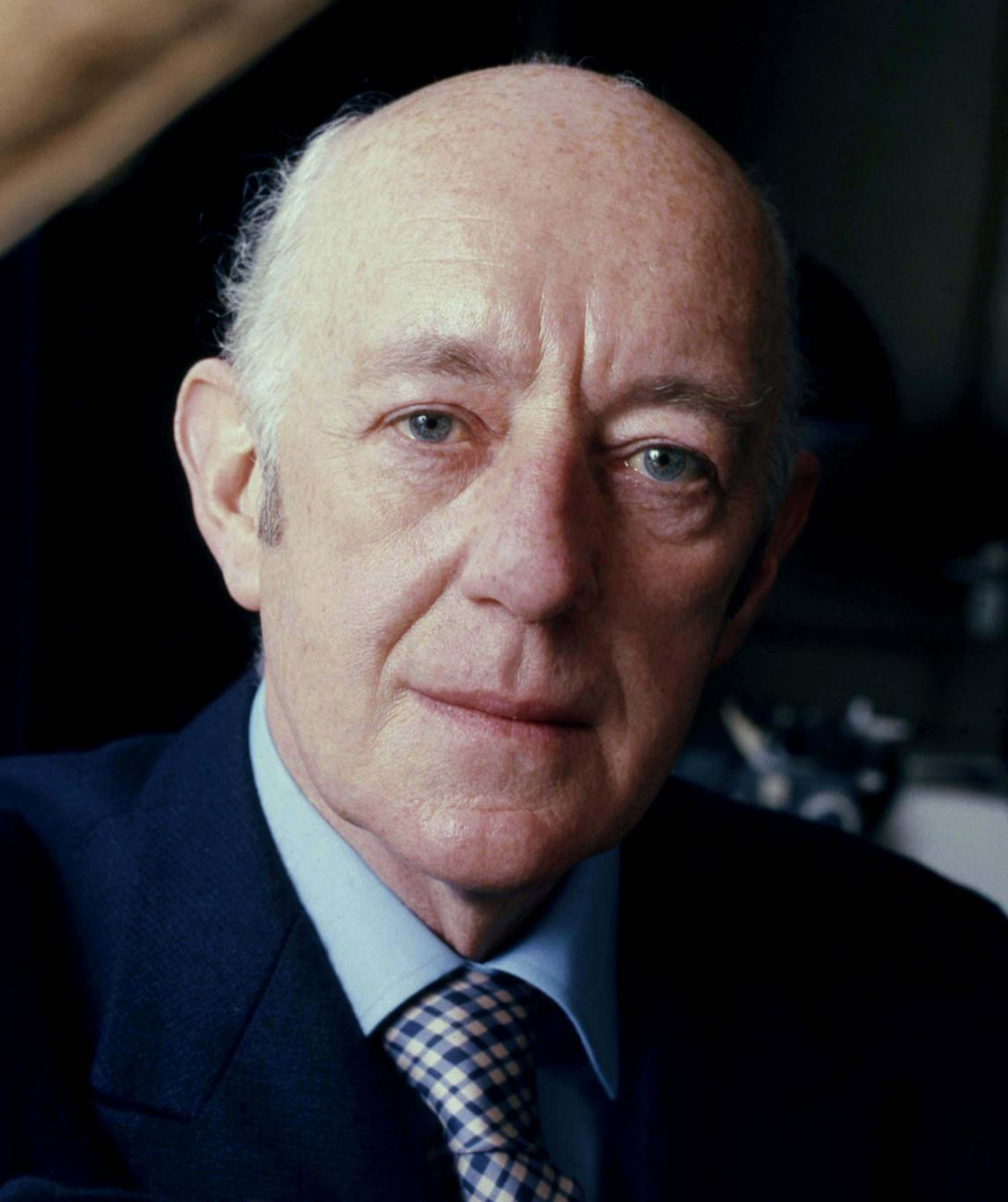
Alec Guinness en 1973.
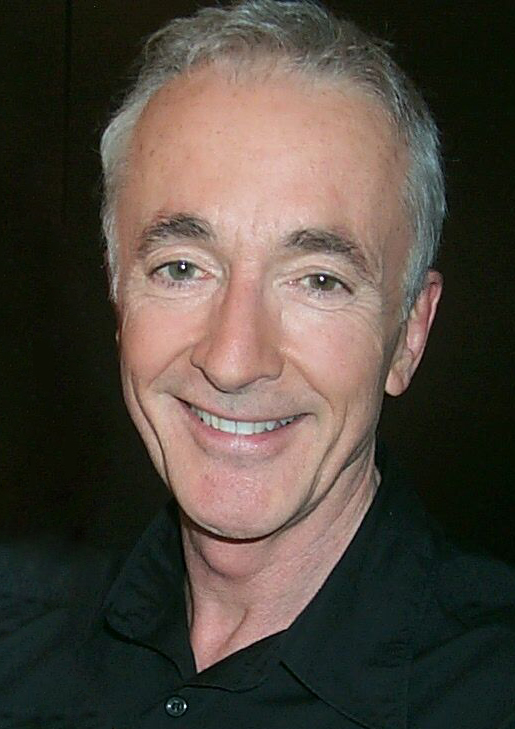
Anthony Daniels en 2005.

## Production

### Scénario

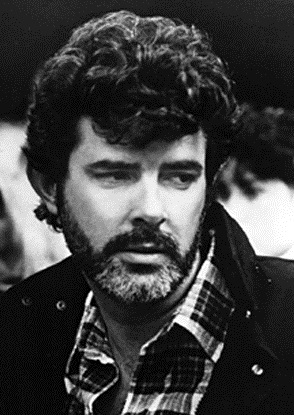
Le réalisateur George Lucas dans les années 1980.

Après avoir tourné le film American Graffiti en 1972, le jeune réalisateur George Lucas envisage une réadaptation de Flash Gordon, qui avait déjà été adapté en film à épisodes. Cependant, devant les exigences de la société propriétaire des droits d'auteurs, Lucas abandonne le projet. Il décide alors de travailler sur une histoire de science-fiction de son invention. Il rassemble ses premières idées en janvier 1973 sur deux pages intitulées Journal of the Whills. Il y est question d'un Jedi-bendu nommé Mace Windy et de son disciple, le padawan C.J. Thorpe.
En mai 1973, Lucas rédige un premier manuscrit de quatorze pages intitulé The Star Wars qui raconte les aventures du général Luke Skywalker. Il le soumet aux sociétés de production United Artists et Universal qui le refusent. En juin, Alan Ladd Jr., un des vice-présidents de la société 20th Century Fox, approche Lucas. Ce dernier lui fait alors part de son projet de film. Ladd est rapidement conquis mais ses associés relativement moins. En août, alors qu'ils sont toujours en négociation, American Graffiti sort dans les salles de cinéma. Le film rencontre un succès critique et public. Cette réussite permet à Ladd de convaincre ses associés de signer le contrat de financement du film. La Fox annonce à Lucas qu'elle finance le film juste après Noël 1973.
En mai 1974, Lucas met au point la première ébauche de son scénario. Il y raconte le combat des pacifiques Jedi contre les maléfiques Sith. Il introduit dans cette version les personnages du contrebandier Han Solo et de deux robots chamailleurs. En janvier 1975, le jeune réalisateur écrit une seconde ébauche de son scénario. Il l'intitule désormais Adventures of the Starkiller. Les deux robots se voient attribuer les noms de R2-D2 et C-3PO. Dans cette ébauche Luke et le pirate Han Solo traversent l'espace à la rescousse de Deak, le frère de Luke qui est emprisonné par Dark Vador dans une ville impériale de la planète Alderaan. Il envisage ensuite de remplacer Luke par un personnage féminin de princesse et finalement décide de garder les deux personnages. En août 1975, Lucas met au point une troisième ébauche de scénario qu'il intitule The Star Wars: From the Adventures of Luke Starkiller. Deak est alors remplacé par la princesse Leia et un vieux Jedi jusqu'alors anonyme prend le nom de général Ben Kenobi. Luke, lui, devient un héros solitaire, fils d'un Jedi mort au combat.
Peu de temps après avoir rédigé la troisième version, George Lucas négocie avec la 20th Century Fox le droit de faire deux suites à son film. Il décide alors de consacrer du temps pour développer une trame de fond assez élaborée pour faciliter son futur processus d'écriture sur les autres films. En janvier 1976, alors que le casting du film est presque complet, le réalisateur termine la quatrième ébauche intitulée The Adventures of Luke Starkiller as taken from the Journal of the Whills. La planète principale de l'action précédemment appelée Utapau devient alors Tatooine. Pour retravailler les dialogues dont il n'est pas satisfait, Lucas fait appel aux scénaristes d'American Graffiti, Willard Huyck et Gloria Katz. Ils rendent la princesse Leia plus combative et dirigeante, pour détourner le cliché de la demoiselle en détresse. Fin mars alors que le tournage a débuté depuis plusieurs jours, Lucas remanie une dernière fois son scénario et abrège le titre du film en Star Wars. Sa femme Marcia Lucas lui suggère de tuer Ben Kenobi dans l'évasion de l'Étoile noire, car le personnage est inutile dans le troisième acte.

### Préproduction

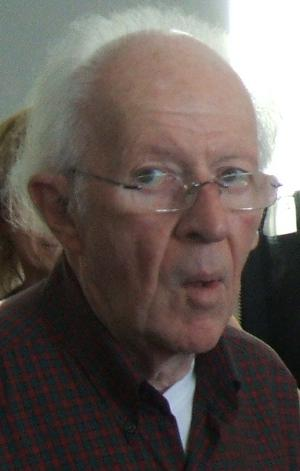
L'artiste Ralph McQuarrie en 2008.

George Lucas collabore à nouveau avec son producteur d'American Graffiti, Gary Kurtz. Il engage en novembre 1974 le concepteur de maquettes Colin Cantwell et le dessinateur Ralph McQuarrie, pour qu'ils donnent vie à ses idées de vaisseaux spatiaux et de personnages. De janvier à mars 1975, les deux artistes livrent leurs premières créations. Cantwell réalise les maquettes des futurs vaisseaux Faucon Millenium et Y-wing. McQuarrie peint, lui, cinq des scènes clés de l'intrigue,.
En février 1975, le dessinateur Alex Tavoularis est chargé de la réalisation du storyboard de la séquence d'ouverture afin que les producteurs calculent le coût des effets spéciaux qu'elle nécessitera. Par souci d'économie, Lucas décide alors de fonder sa propre agence d'effets spéciaux. Pour la diriger, il engage John Dykstra. En mai, il installe cette société baptisée Industrial Light & Magic dans un ancien entrepôt en banlieue de Los Angeles,.
Les auditions débutent en août 1975 dans les bureaux de la société American Zoetrope. George Lucas auditionne avec le réalisateur Brian De Palma qui recherche des interprètes pour son prochain film tiré du roman Carrie de Stephen King. Des auditions en Angleterre sont également réalisées car c'est dans ce pays que sera tournée la majorité du film. Une grande partie des seconds rôles sont donc attribués à des Britanniques. Le rôle d'Obi-Wan Kenobi que Lucas souhaite confier à l'acteur japonais Toshirō Mifune est lui aussi finalement donné à un acteur anglais : le célèbre Alec Guinness. Le choix des trois rôles principaux se fait en décembre 1975. Harrison Ford qui au départ est engagé seulement pour donner la réplique aux auditionnés est finalement retenu pour le rôle d'Han Solo. Le rôle de la princesse Leia est confié à Carrie Fisher et celui de Luke Skywalker à Mark Hamill. Les interprètes Amy Irving, William Katt, Kurt Russell, Perry King, Cindy Williams et Charles Martin Smith qui auditionnent pour ces rôles, ne sont pas retenus,.

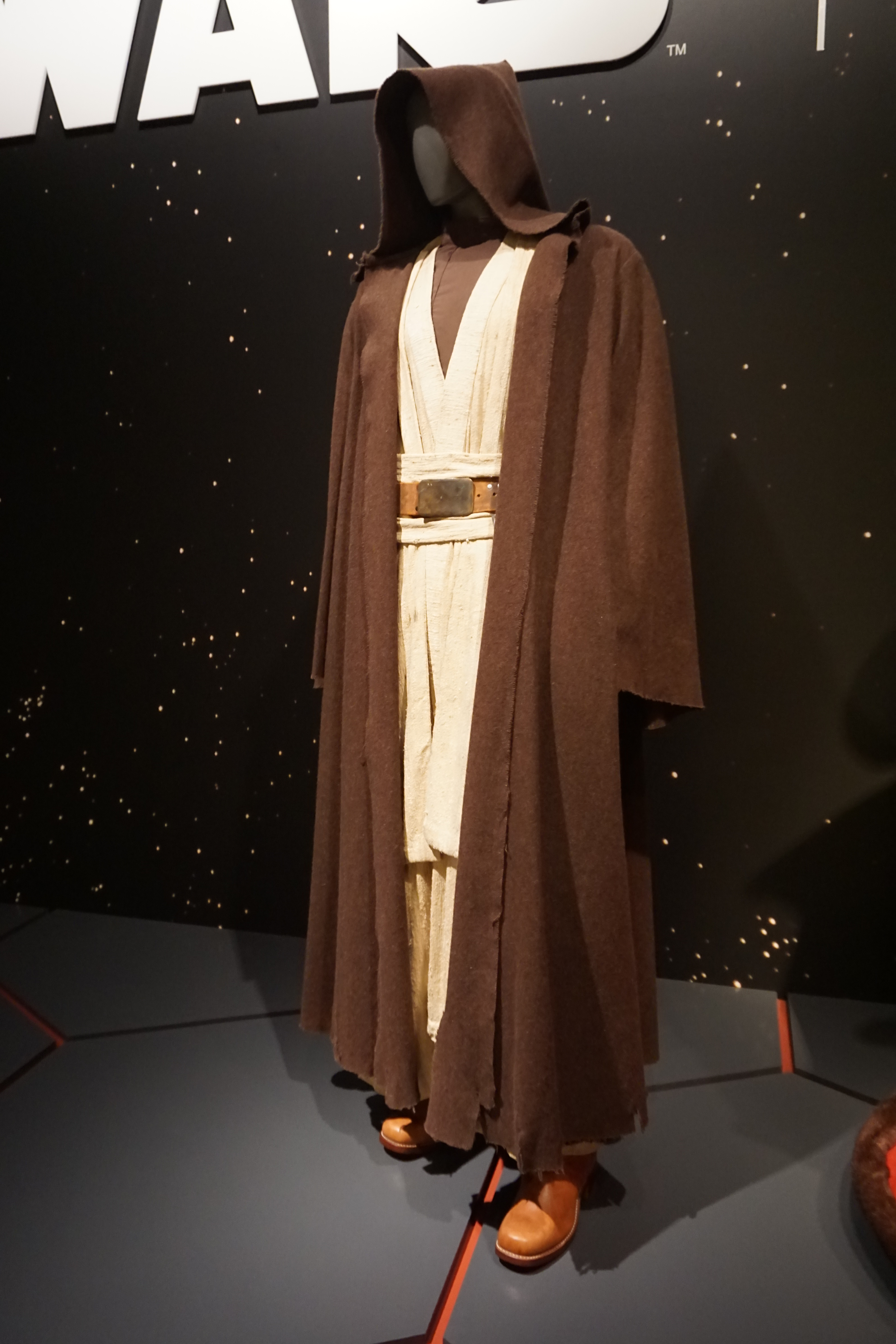
Le costume d'Alec Guinness dans le rôle d'Obi-Wan « Ben » Kenobi, exposé au en en 2018.

John Mollo et Stuart Freeborn sont engagés pour travailler respectivement aux costumes et aux maquillages du film. Ils commencent leurs créations en janvier 1976. Mollo reçoit comme consigne d'imaginer des costumes discrets et d'apparence pessimiste. George Lucas souhaite que les spectateurs se focalisent sur les personnages ou l'action plutôt que sur les costumes. Pour Luke Skywalker qui au départ est un fermier, Mollo utilise comme tunique un tissu bon marché conçu pour réaliser des rideaux, un pantalon treillis et en guise de chaussures des bandages. Han Solo est habillé de manière un peu « plus tape-à-l’œil et plus dandy ». Le costume de Leia ressemble, lui, à une robe de religieuse, mais en plus pratique. Obi-Wan Kenobi a un costume qui mélange des éléments de samouraï et de prêtre catholique.

### Tournage
Le tournage démarre le 22 mars 1976 en Tunisie avec les scènes devant se dérouler sur la planète Tatooine. Les deux premières semaines de tournage sont très éprouvantes pour les interprètes et les techniciens américains et britanniques qui ne sont pas habitués aux intempéries et aux fortes chaleurs tunisiennes. Les costumes des deux droïdes qui viennent à peine d'être terminés se trouvent également être défectueux et inconfortables pour les interprètes.
Le tournage déménage ensuite aux studios d'Elstree dans la banlieue de Londres. Quelques scènes sont également tournées aux studios de Shepperton dans la région du Middlesex. Lucas trouve alors les règles de travail imposées par les syndicats britanniques très contraignantes ; elles l'obligent entre autres de finir ses prises avant dix-sept heures trente sans dépassement possible. Lucas est également déçu par les costumes, les décors et plusieurs autres détails. Le budget limité lui impose des compromis qui ne le satisfont pas. Il ne parvient pas non plus à faire entrer ses interprètes dans son univers.
Le conseil d'administration de la 20th Century Fox inquiet à cause des retards du tournage met également la pression sur Lucas. Pour combler le retard, le réalisateur répartit le tournage en trois équipes. Cela lui permet de terminer le travail en Angleterre le 23 juillet 1976. Les scènes restantes sont ensuite tournées aux États-Unis. Selon George Lucas, les effets du premier choc pétrolier augmentent de 25 % par an le budget du film, qui à terme coûte 8 millions de dollars, au lieu des 3,5 millions prévus quatre ans plus tôt lors de la réalisation du devis initial.
En juin 1976, le documentariste Mike Dodds est engagé pour filmer les coulisses des séquences tournées en Angleterre. Il filme librement à l'intérieur des studios pendant les prises et les répétitions mais aussi en dehors, notamment les discussions des interprètes sur leur rôle. Il réalise également des interviews dont l'une des seules d'Alec Guinness sur son rôle dans Star Wars. Le travail de Dodds est utilisé à des fins publicitaires et pour alimenter les reportages de journaux télévisés.

### Postproduction
En découvrant le premier montage de son film, Lucas est en état de choc. Il le trouve désastreux et demande au monteur John Jympson de le retravailler. Mais celui-ci refuse. Lucas décide alors de le renvoyer et engage à sa place Richard Chew, Paul Hirsch et Marcia Lucas. Cette dernière, qui est la femme de George Lucas, avait travaillé sur les deux premiers films de son époux, mais n'était à l'origine pas disponible en raison de sa grossesse et était en train de faire les montages des films Taxi Driver et New York, New York de Martin Scorsese. Elle accepte néanmoins de venir à la rescousse reprendre en main le montage du film de son mari. Les monteurs doivent rendre la narration plus claire et utilisent au maximum les meilleures prises pour rendre le film moins « traditionnel et plat ».
Lucas organise une projection privée pour montrer un montage temporaire à ses amis, dont Brian De Palma et Steven Spielberg. Ce dernier est tellement enthousiaste qu'il prédit un succès, tandis que De Palma est très critique sur l'exposition des enjeux. Il propose donc de réécrire le texte d'ouverture avec le scénariste Jay Cocks, pour le simplifier.

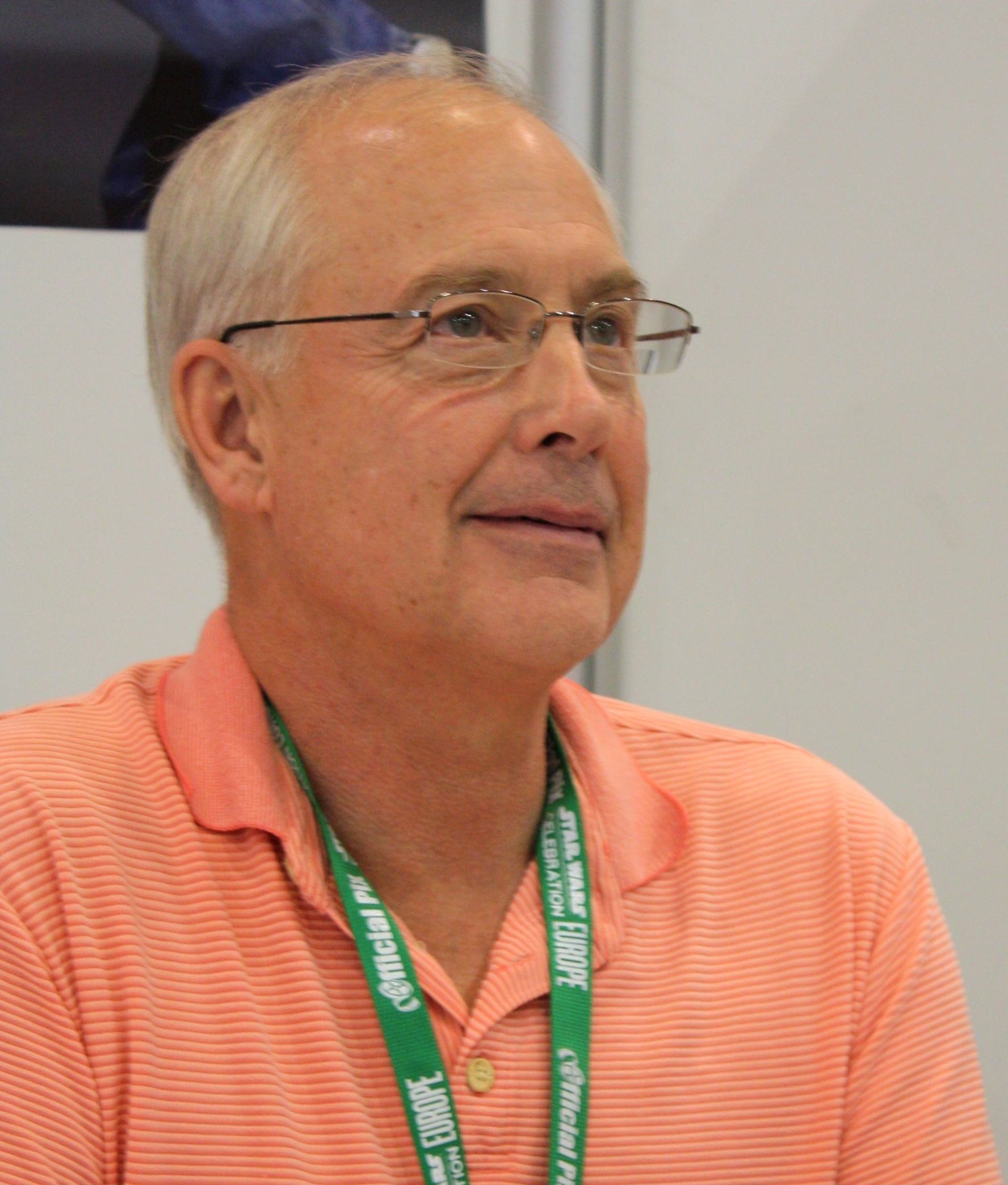
Le concepteur sonore Ben Burtt en 2013.

Un an après avoir tourné la scène du bar, Lucas demande au dessinateur Ron Cobb d'imaginer des nouveaux extraterrestres pour densifier la clientèle et la rendre encore plus hétéroclite. Après avoir sélectionné quelques-unes de ces créatures, Lucas tourne avec elles des plans supplémentaires qu'il intègre au nouveau montage.
Lucas obtient que la sortie de son film soit repoussée de Noël 1976 à l'été 1977, à cause des retards importants pour le montage et les effets spéciaux d'Industrial Light & Magic. En découvrant que les techniciens ont dépensé la moitié de leur budget pour n'obtenir qu'une poignée de plans, George Lucas a une dispute violente avec le superviseur John Dykstra. Ressentant de fortes douleurs à la poitrine, Lucas croit être victime d'une crise cardiaque et se fait hospitaliser. Les médecins diagnostiquent seulement de l'hypertension artérielle et lui recommandent moins de stress. Lucas et son producteur Gary Kurtz mettent en place un suivi de production, obligeant les techniciens à suivre un rythme de travail strict pour finir à temps les effets spéciaux. Explorant tous les moyens techniques pour réaliser les plans souhaités, les techniciens inventent des nouveaux procédés comme le Dykstraflex, un système informatique de déplacement de caméra. L'équipe a aussi recours a plusieurs systèmes comme les caméras VistaVision. Pour les combats des vaisseaux spatiaux, Lucas leur demande de s'inspirer de batailles aériennes tirées de vieux films de guerre. Ce qu'ils font et parfois en s'inspirant du film image par image. Finalement après un travail acharné, les effets spéciaux sont prêts dans les temps.
Une fois les effets visuels terminés, les effets sonores sont ajoutés par le concepteur Ben Burtt à partir d'une sonothèque de bruit qu'il constitue depuis un an. Pour les hurlements du personnage de Chewbacca, il mélange des cris de lions, de tigres, de morses et d'ours. Pour le droïde R2-D2, il mélange des bruits de synthétiseur avec sa propre voix et des gazouillis de bébés. La respiration du maléfique Dark Vador est obtenue en mettant un petit micro à l'intérieur du régulateur d'une bouteille de plongée. Pour la voix de ce même personnage, Lucas engage James Earl Jones car il veut une voix au timbre plus sombre que celle de David Prowse, l'interprète de Dark Vador.

### Bande originale

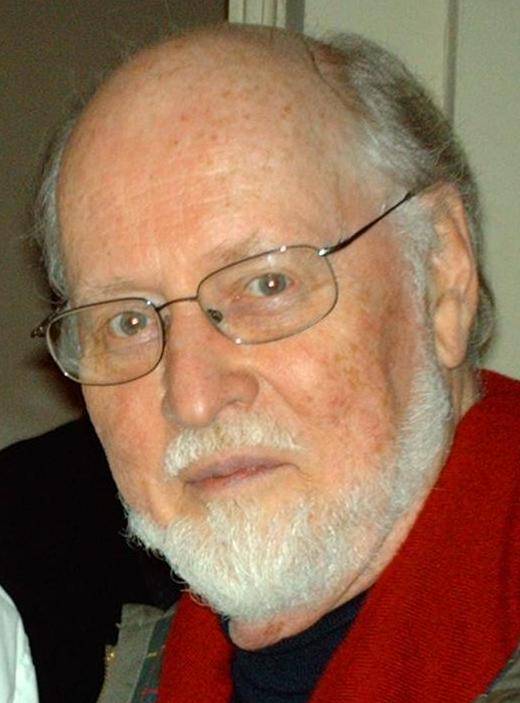
Le compositeur John Williams en 2006.

George Lucas souhaite au départ faire un montage de musique classique et de musique de l'âge d'or du cinéma américain pour illustrer son film. Alors qu'il en parle avec son ami réalisateur Steven Spielberg, ce dernier lui conseille d'engager pour ce travail John Williams, avec lequel il a travaillé pour Les Dents de la mer. Après avoir rencontré le compositeur, Lucas l'engage. Williams visionne alors un pré-montage de cent quarante minutes du film puis choisit avec Lucas les emplacements de la musique, leur durée et le style des thèmes joués. Le réalisateur souhaite un thème différent pour chaque personnage principal à la manière de Pierre et le Loup (1936) de Sergueï Prokofiev et de la bande originale de Robin des Bois (1938) d'Erich Korngold. Le thème Star Wars (Main Title) ressemble d'ailleurs au motif de Crimes sans châtiment écrit en 1942 par Korngold associé à des musiques d'Edward Elgar et de Gustav Holst. Pour le thème des Jawas, Williams s'inspire des marches d'Igor Stravinsky. La scène du bar n'est pas prévue au départ dans la partition de Williams. Mais, comme elle comporte un groupe de musiciens extra-terrestres, Lucas demande au compositeur de réaliser un air de « Jazz extra-terrestre ». Il compose alors deux morceaux, Cantina Band à la manière de Benny Goodman et Cantina Band 2 à la Duke Ellington.
Arrivé à la fin de son travail d'écriture, Williams demande à Lucas de lui octroyer un véritable orchestre symphonique pour l'enregistrement. Le réalisateur lui répond qu’il n'a plus assez d'argent pour cela. Par chance, Williams est ami avec André Previn, l'administrateur de l'orchestre symphonique de Londres. Il parvient à convaincre celui-ci de lui laisser la direction de l'orchestre pour l'enregistrement de la musique du film. L'enregistrement se déroule au studio Denham en Angleterre du 5 au 16 mars 1977,. Présent lors du second jour d'enregistrement, George Lucas est enchanté par le travail du compositeur et le félicite grandement,.
La bande originale du film sort en CD en 1986 dans une version écourtée sous le label Polydor. Dix ans plus tard, une version longue de la bande originale est rematricée d'avril à juin 1996 par Dan Hersch sous la direction de Michael Matessino. Cette nouvelle version est commercialisée en 1997 pour accompagner la sortie de l'édition spéciale du film.
| Liste des morceaux du premier disque | Liste des morceaux du premier disque         | Liste des morceaux du premier disque | Liste des morceaux du premier disque | Liste des morceaux du premier disque | Liste des morceaux du premier disque | Liste des morceaux du premier disque | Liste des morceaux du premier disque | Liste des morceaux du premier disque | Liste des morceaux du premier disque |
| No                                   | Titre                                        | Durée                                |                                      |                                      |                                      |                                      |                                      |                                      |                                      |
| ------------------------------------ | -------------------------------------------- | ------------------------------------ | ------------------------------------ | ------------------------------------ | ------------------------------------ | ------------------------------------ | ------------------------------------ | ------------------------------------ | ------------------------------------ |
| 1.                                   | 20th Century Fox Fanfare                     | 0:23                                 |                                      |                                      |                                      |                                      |                                      |                                      |                                      |
| 2.                                   | Main Title/Rebel Blockade Runner             | 2:14                                 |                                      |                                      |                                      |                                      |                                      |                                      |                                      |
| 3.                                   | Imperial Attack                              | 6:43                                 |                                      |                                      |                                      |                                      |                                      |                                      |                                      |
| 4.                                   | The Dune Sea of Tatooine/Jawa Sandcrawler    | 5:01                                 |                                      |                                      |                                      |                                      |                                      |                                      |                                      |
| 5.                                   | The Moisture Farm                            | 2:25                                 |                                      |                                      |                                      |                                      |                                      |                                      |                                      |
| 6.                                   | The Hologram/Binary Sunset                   | 4:10                                 |                                      |                                      |                                      |                                      |                                      |                                      |                                      |
| 7.                                   | Landspeeder Search/Attack of the Sand People | 3:20                                 |                                      |                                      |                                      |                                      |                                      |                                      |                                      |
| 8.                                   | Tales of a Jedi Knight/Learn About the Force | 4:29                                 |                                      |                                      |                                      |                                      |                                      |                                      |                                      |
| 9.                                   | Burning Homestead                            | 2:50                                 |                                      |                                      |                                      |                                      |                                      |                                      |                                      |
| 10.                                  | Mos Eisley Spaceport                         | 2:16                                 |                                      |                                      |                                      |                                      |                                      |                                      |                                      |
| 11.                                  | Cantina Band                                 | 2:47                                 |                                      |                                      |                                      |                                      |                                      |                                      |                                      |
| 12.                                  | Cantina Band 2                               | 3:54                                 |                                      |                                      |                                      |                                      |                                      |                                      |                                      |
| 13.                                  | Binary Sunset - version alternative          | 2:19                                 |                                      |                                      |                                      |                                      |                                      |                                      |                                      |
| 42:53                                |                                              |                                      |                                      |                                      |                                      |                                      |                                      |                                      |                                      |

| Liste des morceaux du second disque | Liste des morceaux du second disque            | Liste des morceaux du second disque | Liste des morceaux du second disque | Liste des morceaux du second disque | Liste des morceaux du second disque | Liste des morceaux du second disque | Liste des morceaux du second disque | Liste des morceaux du second disque | Liste des morceaux du second disque |
| No                                  | Titre                                          | Durée                               |                                     |                                     |                                     |                                     |                                     |                                     |                                     |
| ----------------------------------- | ---------------------------------------------- | ----------------------------------- | ----------------------------------- | ----------------------------------- | ----------------------------------- | ----------------------------------- | ----------------------------------- | ----------------------------------- | ----------------------------------- |
| 1.                                  | Princess Leia's Theme                          | 4:27                                |                                     |                                     |                                     |                                     |                                     |                                     |                                     |
| 2.                                  | The Millennium Falcon/Imperial Cruiser Pursuit | 3:51                                |                                     |                                     |                                     |                                     |                                     |                                     |                                     |
| 3.                                  | Destruction of Alderaan                        | 1:32                                |                                     |                                     |                                     |                                     |                                     |                                     |                                     |
| 4.                                  | The Death Star/The Stormtroopers               | 3:35                                |                                     |                                     |                                     |                                     |                                     |                                     |                                     |
| 5.                                  | Wookiee Prisoner/Detention Block Ambush        | 4:01                                |                                     |                                     |                                     |                                     |                                     |                                     |                                     |
| 6.                                  | Shootout in the Cell Bay/Dianoga               | 3:48                                |                                     |                                     |                                     |                                     |                                     |                                     |                                     |
| 7.                                  | The Trash Compactor                            | 3:07                                |                                     |                                     |                                     |                                     |                                     |                                     |                                     |
| 8.                                  | The Tractor Beam/Chasm Crossfire               | 5:18                                |                                     |                                     |                                     |                                     |                                     |                                     |                                     |
| 9.                                  | Ben Kenobi's Death/TIE Fighter Attack          | 3:51                                |                                     |                                     |                                     |                                     |                                     |                                     |                                     |
| 10.                                 | The Battle of Yavin                            | 9:07                                |                                     |                                     |                                     |                                     |                                     |                                     |                                     |
| 11.                                 | The Throne Room/End Title                      | 5:38                                |                                     |                                     |                                     |                                     |                                     |                                     |                                     |
| 48:15                               |                                                |                                     |                                     |                                     |                                     |                                     |                                     |                                     |                                     |

## Accueil

### Sortie

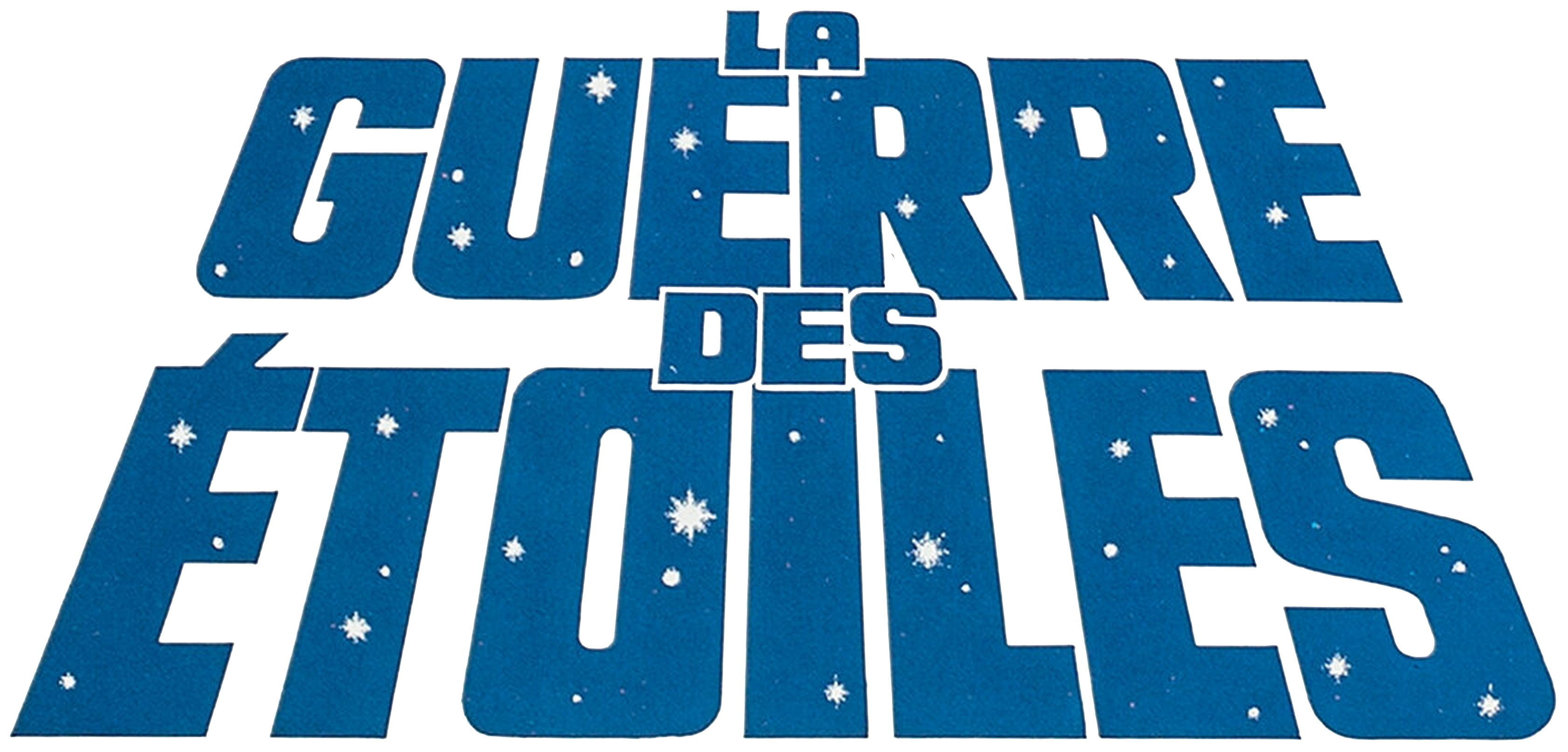
Logo de l'affiche française à la sortie du film, inspiré du logo original.

Pour faire la promotion du film, George Lucas engage le publicitaire et amateur de science-fiction Charles Lippincott. Dès juillet 1976, ce dernier présente à la presse un diaporama promotionnel de Star Wars au salon Westercon de Los Angeles puis à la Comic-Con de San Diego et à la WorldCon de Kansas City. Il gagne ainsi l'intérêt des fans de science-fiction.
Comme la 20th Century Fox craint la concurrence des films de l'été comme Cours après moi shérif, elle avance la sortie au 25 mai 1977. Les distributeurs ne sont pas très enthousiastes à l'idée de projeter le film, mais la Fox ne leur laisse pas le choix. Pour qu'ils puissent projeter l'adaptation du livre à succès De l'autre côté de minuit en été, il faut qu'ils projettent d'abord Star Wars. Le film sort donc dans trente-sept salles et bat le record d'entrées dans trente-six d’entre elles. Les distributeurs multiplient alors le nombre de salles où est projeté le film. Les Américains se ruent en masse pour le voir. Star Wars devient l'un des premiers blockbusters et entraine un doublement de la valeur des actions de la Fox.
À Hollywood, c'est le Grauman's Chinese Theatre qui projette le film. Dès le premier jour de diffusion, une immense file d'attente se constitue devant ce cinéma. Cette salle prestigieuse est plébiscitée par les fans de science-fiction car c'est une des rares qui est munie du système sonore Dolby Surround. Le 3 août 1977, sous le regard de huit mille personnes, les droïdes C-3PO, R2-D2 et le maléfique Dark Vador posent même leurs empreintes sur le béton frais du parvis de ce fameux cinéma.

### Accueil critique
Le film est accueilli très positivement par la critique américaine. Roger Ebert du Chicago Sun-Times indique que le film est une expérience transcendantale et trouve les effets spéciaux bien meilleurs que ceux de 2001, l'Odyssée de l'espace (1968). Il estime également que la force du film vient de son scénario. Vincent Canby de The New York Times indique que selon lui, il s'agit du film « le plus complexe, le plus cher et le plus beau jamais réalisé ». A.D. Murphy du magazine Variety décrit le film comme « magnifique » et affirme que George Lucas a réussi dans sa tentative de créer une « grande aventure fantastique » sur le modèle des séries télévisées de son enfance. Pour The Washington Post, Gary Arnold écrit une critique très positive où il dit que Star Wars crée un nouveau genre cinématographique de divertissement : « le film de cape et d'épée spatial ». Cependant, le film a également des détracteurs : Pauline Kael du New Yorker reproche le manque de pause dans le film et l'absence de lyrisme. Cela empêche dit-elle toute « adhésion émotionnelle ».
L’accueil du film par la presse du Royaume-Uni est également positif. Derek Malcolm du Guardian conclut son analyse du film en indiquant qu'il peut même satisfaire les spectateurs les plus exigeants. Adrian Berry du Daily Telegraph dit que Star Wars est le « meilleur film depuis 2001, l’Odyssée de l’espace et à certains égards est l’un des plus excitants jamais réalisés ». Il décrit l'intrigue comme « sans prétention et agréablement dépourvue de tout message ». Dans son analyse pour la BBC, Matt Ford donne au film cinq étoiles sur cinq et écrit que « Star Wars n’est pas le meilleur film jamais réalisé, mais il est apprécié universellement ».
En France, la majorité des critiques découvrent le film en septembre 1977, en clôture du festival du cinéma américain de Deauville. Les avis sont partagés. Didier Decoin de VSD trouve que Star Wars est « un spectacle complètement fou, ahurissant, prodigieux ». Jean de Baroncelli du Monde  apprécie le film. Il rappelle « que ce film comporte 375 plans d'effets spéciaux et que ces effets ont requis les services de 75 techniciens » et que ces chiffres ne peuvent que « donner une faible idée du prodigieux spectacle qui nous est offert ». Étienne Chaumeton de La Dépêche du Midi indique que c'est « un bain de jouvence, un cocktail d'archaïsme et de futurisme ». Claude Garson de L'Aurore se révèle visionnaire en affirmant que le film de George Lucas « fera rêver non seulement la jeune génération actuelle, mais celle à venir ». Robert Chazal de France-Soir dit que tout le cinéma est réuni dans ce film. Robert Benayoum de Positif trouve que ce film est une « métaphore de l'aventure adolescente » qui se réfugie dans « un manichéisme nu » avec une « absence absolue de prétention ». Au contraire, Mireille Amiel de Cinéma 77 pense que Star Wars est « le premier film complètement décadent de l'histoire du cinéma ». Libération trouve le film réactionnaire, Le Quotidien du Peuple obscurantiste et raciste et Témoignage chrétien manipulateur des foules. Anne Coppermann des Échos résume le film à une simple « exposition de gadgets ».

### Box-office
La Guerre des étoiles est l'un des films les plus rentables financièrement de tous les temps. En septembre 1978, il devient le film ayant le plus rapporté en Amérique du Nord en battant le précédent record de 260 000 000 US$ détenu depuis 1975 par le film Les Dents de la mer de Steven Spielberg. Ce record est ensuite battu en 1983 par E.T., l'extra-terrestre. Après plusieurs ressorties le film finit en 1982 en Amérique du Nord avec une recette de 323 000 000 US$. Avec près de 140 millions de spectateurs américains à sa sortie initiale, La Guerre des étoiles reste le plus grand succès en salles de tous les temps pour une première exploitation aux États-Unis. En septembre 1977, sur les 134 millions de dollars déjà récoltés par le film, 87 millions de dollars sont rentrés dans les caisses de la Fox qui en a utilisé 28 millions pour acheter l'embouteilleur Coca-Cola Bottling Midwest de Saint Paul.
Dans le monde entier, le film est un succès. Il engrange en effet 530 000 000 US$. En France avec 3 810 000 entrées, le film se classe en deuxième position du box-office de l'année 1977 derrière Les Aventures de Bernard et Bianca. Avec les ressorties de 1982 et de 1997, La Guerre des étoiles compte au total 6 449 614 entrées au box-office français.
| Pays       | Box-office (1977-1982) | Classement de l'année (1977) |
| ---------- | ---------------------- | ---------------------------- |
| Monde      | 530 000 000 US$        | 1er                          |
| États-Unis | 323 000 000 US$        | 1er                          |
| France     | 6 449 000 entrées      | 2e                           |

### Rééditions
Aux États-Unis, le film est repris périodiquement dans les salles de cinéma pendant quelques années. Il ressort le 21 juillet 1978, le 15 août 1979, le 4 avril 1981 et le 13 août 1982. C'est lors de la reprise de 1981 qu'il prend pour la première fois le sous-titre Épisode IV : Un nouvel espoir.
En janvier 1997, le film ressort au cinéma dans une version « édition spéciale » comprenant un certain nombre de changements par rapport à la version originale. La première raison de cette ressortie est de célébrer le vingtième anniversaire du film. La seconde raison est que George Lucas n'est pas content des effets spéciaux du film. Il veut également remonter le film car en 1977 il n'a eu ni le temps ni l'argent pour finir certaines scènes qu'il juge nécessaires. Le premier travail des techniciens d'Industrial Light & Magic est la reprise du négatif original pour le retraiter et améliorer sa qualité, profitant des possibilités offertes par le numérique.
Le travail des effets spéciaux prit place également lors de la sortie du film en DVD en 2004 et en disque Blu-ray en 2011. Toujours pour améliorer la qualité du film mais aussi pour créer des liens avec les nouveaux films de la Prélogie. Cette politique de Lucas est mal comprise par les fans. Il avait en effet milité dans les années 1980 contre la colorisation des vieux films et veut désormais retirer du marché les anciennes versions de ses propres films,.
Les effets spéciaux de 1977 sont ensuite repris pour être améliorés. Les scènes de la ville désertique de Mos Esley sont celles qui ont poussé Lucas à refaire le film. Il veut rendre ce lieu plus exotique. Il réalise alors des plans supplémentaires et ajoute des vaisseaux spatiaux, des bêtes de somme et des figurants dans les plans originaux. La créature nommée Dewback qui dans la première version est un mannequin en caoutchouc que les techniciens déplacent de scène en scène est remplacé par un modèle en infographie. Même destin dans le bar de Mos Eisley, deux créatures ressemblant à un loup-garou sont remplacées par deux nouvelles espèces plus exotiques. Une scène de Mos Esley avec le personnage de Jabba le Hutt est également rajoutée pour relier le film à Star Wars, épisode VI : Le Retour du Jedi où le personnage tient un rôle important. La scène avait été tournée en 1976 avec l'acteur Declan Mulholland jouant Jabba. Lucas voulait alors en faire un personnage à fourrure. Dans Le Retour du Jedi, Lucas le transforme en une sorte de limace géante. Les techniciens d'ILM enlèvent l'acteur et le remplacent physiquement par un personnage de synthèse. Durant ce travail, ils tombent sur un problème car Han Solo contourne Jabba. Cela est impossible car ce dernier possède une imposante queue. Pour résoudre ce problème Lucas suggère que Solo marche volontairement sur la queue de Jabba, représenté par Solo qui est numériquement surélevé et Jabba poussant un cri de douleur,. Le chasseur de primes Boba Fett, créé pour le film suivant, est également inséré numériquement dans cette scène.

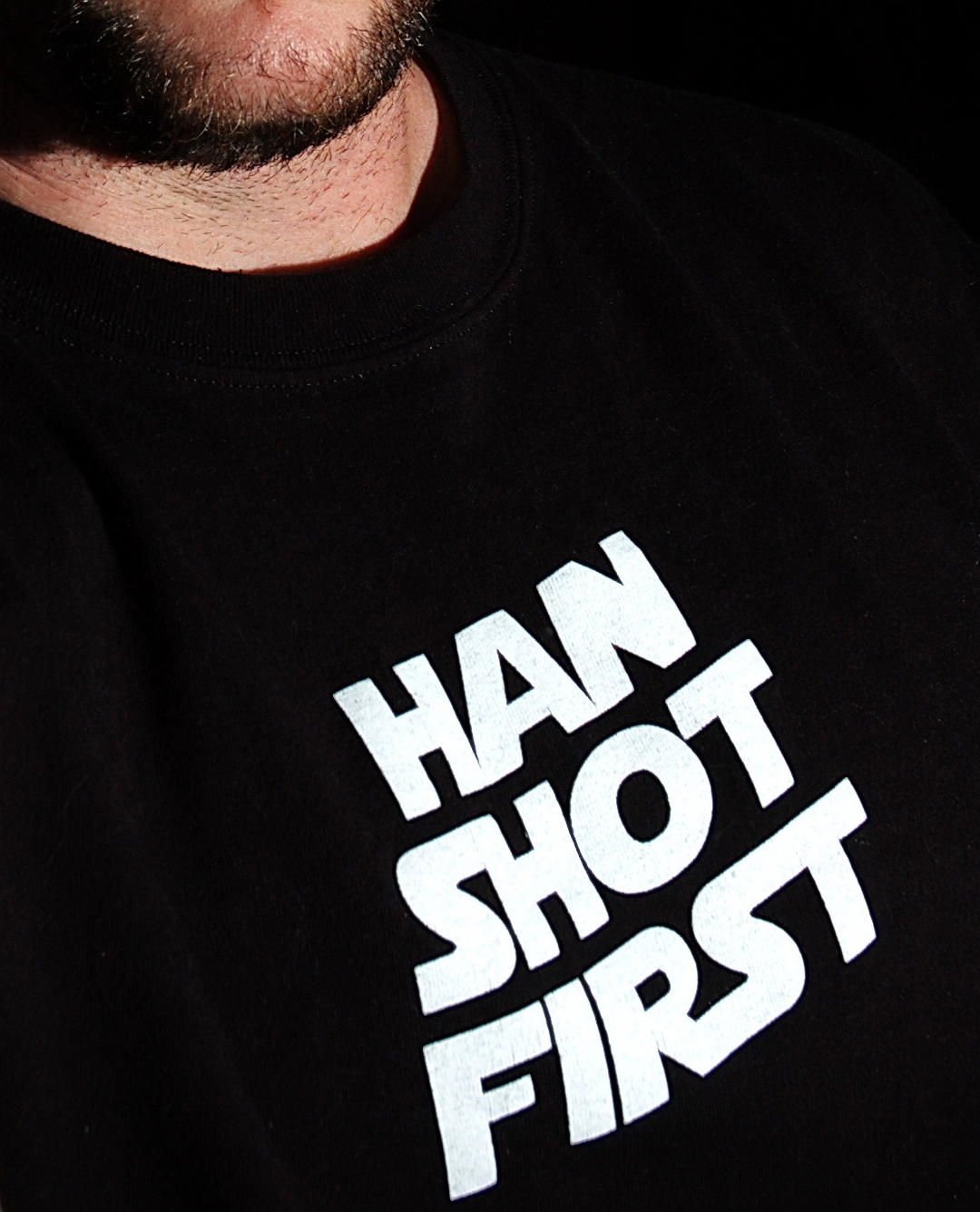
T-shirt avec l'inscription HAN SHOT FIRST.

D'autres scènes sont rallongées comme celle de la poursuite des droïdes par les soldats impériaux. Un vaisseau et deux dewbacks y sont rajoutés numériquement. La maison d'Obi-Wan Kenobi est remplacée par une prise de vue d'une miniature et d'une peinture numérique. Dans la scène du bar, deux nouveaux clients sont ajoutés numériquement. Les explosions de la planète d'Alderaan et de l'Étoile noire sont refaites. La scène où Han Solo court dans les couloirs de la station spatiale est modifiée. Il tombe non plus dans un cul-de-sac mais devant un important bataillon de soldats impériaux. Une scène coupée avec le personnage de Biggs est aussi réintégrée. Les plans de la bataille finale sont tous retouchés. Le nombre de vaisseaux y est considérablement augmenté et les prises de vue sont plus dynamiques.
La scène du bar où Han Solo tue le chasseur de primes Greedo de sang-froid est également remontée. Dans la scène d'origine, Solo dégaine le premier. George Lucas fait en sorte que ce soit le chasseur qui tire le premier pour que l'acte de Solo devienne de la légitime défense. Désormais, le contrebandier esquive le tir et riposte. Cette modification entraîne la colère des fans, transmise par le slogan « Han shot first », qui veut dire en français « Han a tiré le premier ». George Lucas soutient ces changements par le fait qu'il veut rendre clair que Han Solo n'a « pas d'autre choix » que de tirer sur Greedo. Mais cette explication est jugée insuffisante par certains fans de longue date. La colère de certains est telle qu'une pétition en ligne voit le jour en 2004, demandant que ces changements soient retirés. Leur premier argument étant que cette modification change le caractère ambigu du personnage de Solo, et rend alors sa transition d'anti-héros à héros beaucoup moins significative. George Lucas affirme également dans une interview qu'il n'a jamais été question que Han Solo abatte Greedo de sang-froid dans la première version. Il s'agit en fait d'une simple erreur de raccord lors du montage. Les modifications suivantes en 2004 et 2011 rajoutent des plans pour que le duel soit quasiment instantané. En 2019, des fans ayant visionné la saga sur le nouveau service Disney+ remarquent une nouvelle modification avec l'ajout d'un plan de Greedo criant « Maclunkey » juste avant les tirs. Selon Disney, ce changement a été effectué par George Lucas lui-même, peu de temps avant la vente de la saga à Disney, en 2012.
Le générique de fin subit lui aussi quelques modifications. Le réalisateur George Lucas est alors également crédité comme producteur exécutif et l'acteur James Earl Jones comme étant la voix de Dark Vador. Jones l'avait refusé en 1977 car il jugeait sa participation au film peu importante.

## Distinctions
Note : sauf mention contraire, les informations ci-dessous sont issues de la page Awards du film sur l'Internet Movie Database. Ici sont listés les principaux prix.
Un nouvel espoir remporte sept Oscars sur onze nominations. Le film gagne aussi huit Saturn Awards sur onze nominations. Il est également récompensé par de nombreux autres prix comme le Golden Globe de la meilleure musique de film, le Prix Hugo du meilleur film dramatique et le BAFTA de la meilleure musique de film.

### Récompenses
| Année | Cérémonie ou récompense                        | Prix                                 | Lauréat(es)                                                                  |
| ----- | ---------------------------------------------- | ------------------------------------ | ---------------------------------------------------------------------------- |
| 1977  | Los Angeles Film Critics Association           | Meilleur film                        |                                                                              |
| 1977  | Los Angeles Film Critics Association           | Meilleure musique                    | John Williams                                                                |
| 1978  | Oscars                                         | Meilleure direction artistique       | John Barry, Roger Christian, Leslie Dilley et Norman Reynolds                |
| 1978  | Oscars                                         | Meilleurs costumes                   | John Mollo                                                                   |
| 1978  | Oscars                                         | Meilleur son                         | Derek Ball, Don McDougall, Bob Minkler et Ray West                           |
| 1978  | Oscars                                         | Meilleur montage                     | Richard Chew, Paul Hirsch et Marcia Lucas                                    |
| 1978  | Oscars                                         | Meilleurs effets visuels             | Robert Blalack, John Dykstra, Richard Edlund, Grant McCune et John Stears    |
| 1978  | Oscars                                         | Meilleure musique originale          | John Williams                                                                |
| 1978  | Oscars                                         | Oscar pour une contribution spéciale | Ben Burtt pour la création d'effets sonores                                  |
| 1978  | Golden Globes                                  | Meilleure musique de film            | John Williams                                                                |
| 1978  | Saturn Awards                                  | Meilleur film de science-fiction     |                                                                              |
| 1978  | Saturn Awards                                  | Meilleur acteur dans un second rôle  | Alec Guinness                                                                |
| 1978  | Saturn Awards                                  | Meilleure réalisation                | George Lucas ex æquo avec Steven Spielberg pour Rencontres du troisième type |
| 1978  | Saturn Awards                                  | Meilleur scénario                    | George Lucas                                                                 |
| 1978  | Saturn Awards                                  | Meilleure musique                    | John Williams ex æquo avec lui-même pour Rencontres du troisième type        |
| 1978  | Saturn Awards                                  | Meilleurs costumes                   | John Mollo                                                                   |
| 1978  | Saturn Awards                                  | Meilleur maquillage                  | Rick Baker et Stuart Freeborn                                                |
| 1978  | Saturn Awards                                  | Meilleurs effets spéciaux            | John Dykstra et John Stears                                                  |
| 1978  | Grammy Awards                                  | Meilleur album de musique de film    | John Williams.                                                               |
| 1978  | Prix Hugo                                      | Meilleur film dramatique             |                                                                              |
| 1978  | People's Choice Awards                         | Film préféré                         |                                                                              |
| 1978  | Science Fiction and Fantasy Writers of America | Prix spécial                         |                                                                              |
| 1979  | BAFTA                                          | Meilleure musique de film            | John Williams                                                                |
| 1979  | BAFTA                                          | Meilleur son                         | Ben Burtt et onze autres techniciens                                         |
| 1979  | Evening Standard British Film Awards           | Meilleur film                        |                                                                              |
| 1979  | Evening Standard British Film Awards           | Meilleur acteur                      | Alec Guinness                                                                |

### Nominations
| Année | Cérémonie ou récompense         | Prix                                    | Lauréat(es)                               |
| ----- | ------------------------------- | --------------------------------------- | ----------------------------------------- |
| 1978  | Oscars                          | Meilleur film                           | Gary Kurtz                                |
| 1978  | Oscars                          | Meilleur acteur dans un second rôle     | Alec Guinness                             |
| 1978  | Oscars                          | Meilleur réalisateur                    | George Lucas                              |
| 1978  | Oscars                          | Meilleur scénario original              | George Lucas                              |
| 1978  | Golden Globes                   | Meilleur film dramatique                |                                           |
| 1978  | Golden Globes                   | Meilleur réalisateur                    | George Lucas                              |
| 1978  | Golden Globes                   | Meilleur acteur dans un rôle secondaire | Alec Guinness                             |
| 1978  | Saturn Awards                   | Meilleur acteur                         | Harrison Ford et Mark Hamill              |
| 1978  | Saturn Awards                   | Meilleure actrice                       | Carrie Fisher                             |
| 1978  | Saturn Awards                   | Meilleur acteur dans un second rôle     | Peter Cushing                             |
| 1978  | Writers Guild of America Awards | Meilleur scénario de comédie            | George Lucas                              |
| 1979  | BAFTA                           | Meilleurs costumes                      | John Mollo                                |
| 1979  | BAFTA                           | Meilleur film                           |                                           |
| 1979  | BAFTA                           | Meilleur montage                        | Richard Chew, Paul Hirsch et Marcia Lucas |
| 1979  | BAFTA                           | Meilleure direction artistique          | John Barry                                |

## Analyse
Pour écrire son film le réalisateur s'aide notamment de livres d'anthropologie mais aussi s'inspire des westerns, des films de sabre, des films de guerre et des séries de science-fiction. Lucas reprend également de nombreux thèmes de la mythologie grecque.

### Inspirations

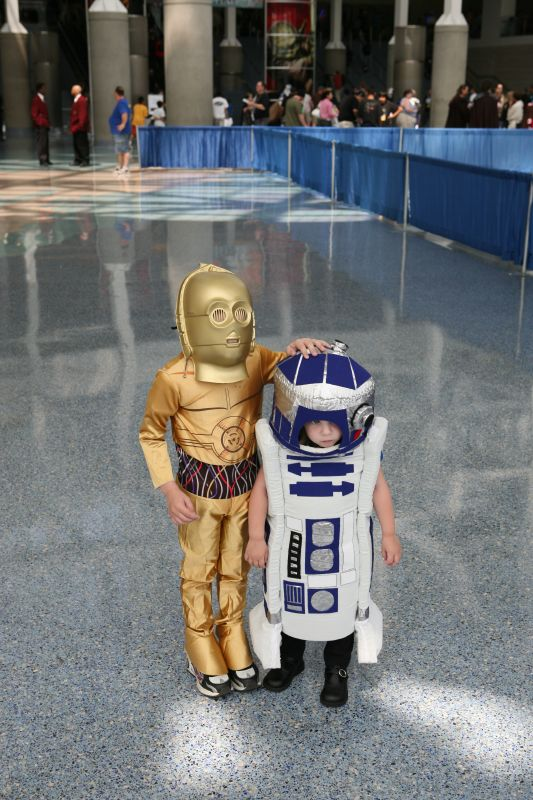
Cosplay de C-3PO et R2-D2, le duo comique du film.

Pour écrire son scénario, George Lucas s'inspire de la base narratologique du voyage du héros. Pour cela, il s'aide notamment des livres d'anthropologie Le Rameau d'or (1890) de Sir James George Frazer et surtout Le Héros aux mille et un visages (1949) de Joseph Campbell,. Le réalisateur reprend d'ailleurs plusieurs éléments clés du concept du voyage du héros développé par Campbell. Ce voyage est une odyssée initiatique qui fait passer le héros, Luke Skywalker, de l'adolescence à l'âge adulte. Un événement inattendu pousse le héros à l'origine simple et timide vers l'aventure. La scène du bar est ce que Campbell appelle le « passage du premier seuil ». C'est en effet là que Luke découvre pour la première fois un lieu étrange, dangereux et dépaysant. Pour guider le héros, un père spirituel est toujours présent. Dans la mythologie grecque il s'agit de Mentor pour Télémaque et de Chiron pour Achille. Luke se voit attribuer comme mentor Obi-Wan Kenobi. Il est là pour transmettre un objet ou une idée au héros. Luke reçoit d'ailleurs un sabre laser d'Obi-Wan comme le roi Arthur qui obtient Excalibur. Cependant le mentor ne peut pas accompagner le héros dans son parcours. Il doit disparaître pour que le héros puisse suivre seul sa voie. Obi-Wan doit donc mourir pour que Luke puisse se réaliser. En revanche, Campbell insiste sur le fait que le héros est accompagné d'un groupe qui possède l'esprit d'équipe comme Jason et les Argonautes. Dans Star Wars, c'est Han Solo et Leia Organa qui endossent ce rôle. Han Solo est également inspiré des hors-la-loi des westerns louches mais bons. L'ambiance générale de la planète Tatooine rappelle également le western. Le héros est aussi accompagné par des partisans fidèles. Dans l'Antiquité, cette fonction est remplie par le chœur. Lucas, lui, en fait le duo comique interprété par les droïdes C-3PO et R2-D2, qui rappelle notamment Laurel et Hardy ou Abbott et Costello.
La mythologie Jedi semble puiser l'essentiel de son inspiration dans le monde oriental, la philosophie indienne et les cinémas japonais et hong-kongais étant très en vogue dans la Californie des années 1970, et considérés comme un summum d'exotisme. Il s'agit d'un Orient spirituel, mais aussi esthétique, l'ordre Jedi étant librement inspiré des films de samouraïs d'Akira Kurosawa, en particulier les combats au sabre, l'éthique jedi et l'armure de Dark Vador.
Des fans trouvent certains points similaires entre Un nouvel espoir et Dune, le livre de science-fiction écrit en 1965. Frank Herbert, l’auteur de cet ouvrage, indique même dans son autobiographie qu’il a découvert seize éléments analogues entre son livre et le film. Bien que troublé par cet état de fait, il n’écarte pas que cela soit une coïncidence,. George Lucas s'est peut-être inspiré du travail préparatoire accompli par l'artiste Alejandro Jodorowsky en vue de son adaptation cinématographique, finalement avortée, de Dune, travail scruté par toute l'industrie hollywoodienne et qui eut une influence notable sur la production ultérieure.
La dernière scène du film est également parfois vue comme étant directement inspirée par les films de propagande nazie. Il s'agit de celle où les héros sont récompensés par la princesse Leia par l'attribution d'une médaille. Deux critiques de la revue Film Comment et un critique du journal Libération pensent que Lucas s'est inspiré pour cette scène du film Triomphe de la volonté (1935) de Leni Riefenstahl, la réalisatrice officielle du Troisième Reich.
Juste avant la réalisation de Star Wars, George Lucas travaille sur Apocalypse Now, un projet de film sur la guerre du Viêt Nam. Mais des divergences artistiques avec le producteur Francis Ford Coppola lui font renoncer au projet. Le film est alors réalisé par Coppola lui-même. Cependant certaines idées développées par Lucas et le scénariste John Milius pour ce film se retrouvent dans Un nouvel espoir. Le monteur d’Apocalypse Now, Walter Murch, estime même que, dans le film, les Rebelles représentent les vietnamiens et l'Empire galactique, les États-Unis.

## Version française

Reproduction du texte mal orthographié du générique français de 1977
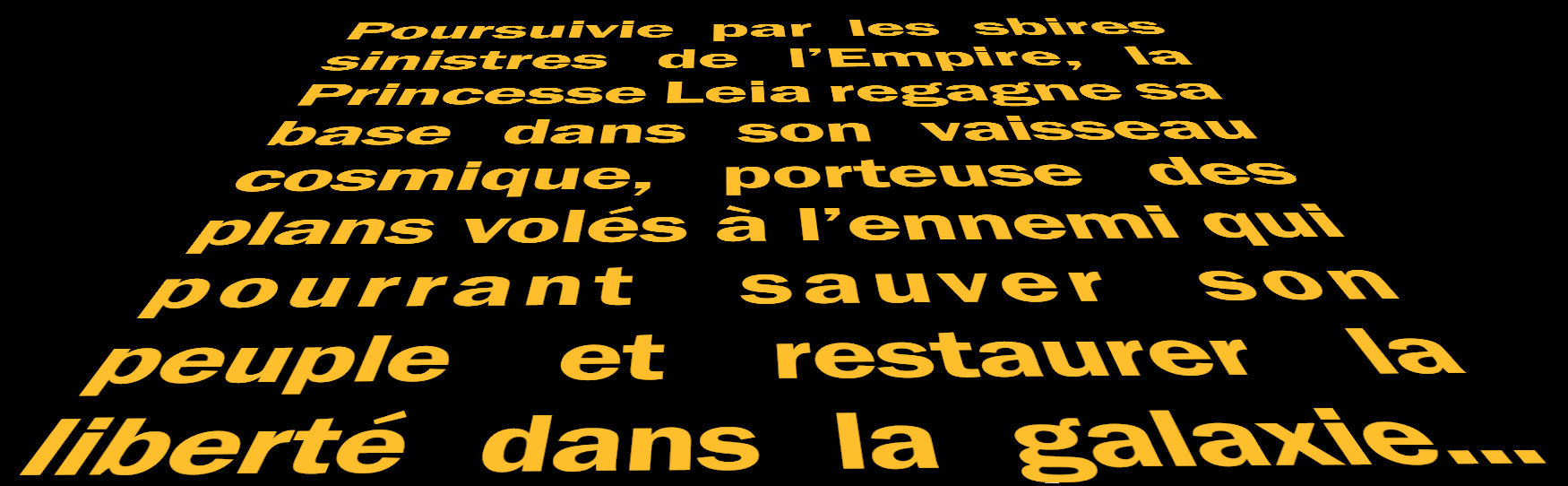
Le « pourrant » au lieu de « pourront ».

### Promotion commerciale et produits dérivés

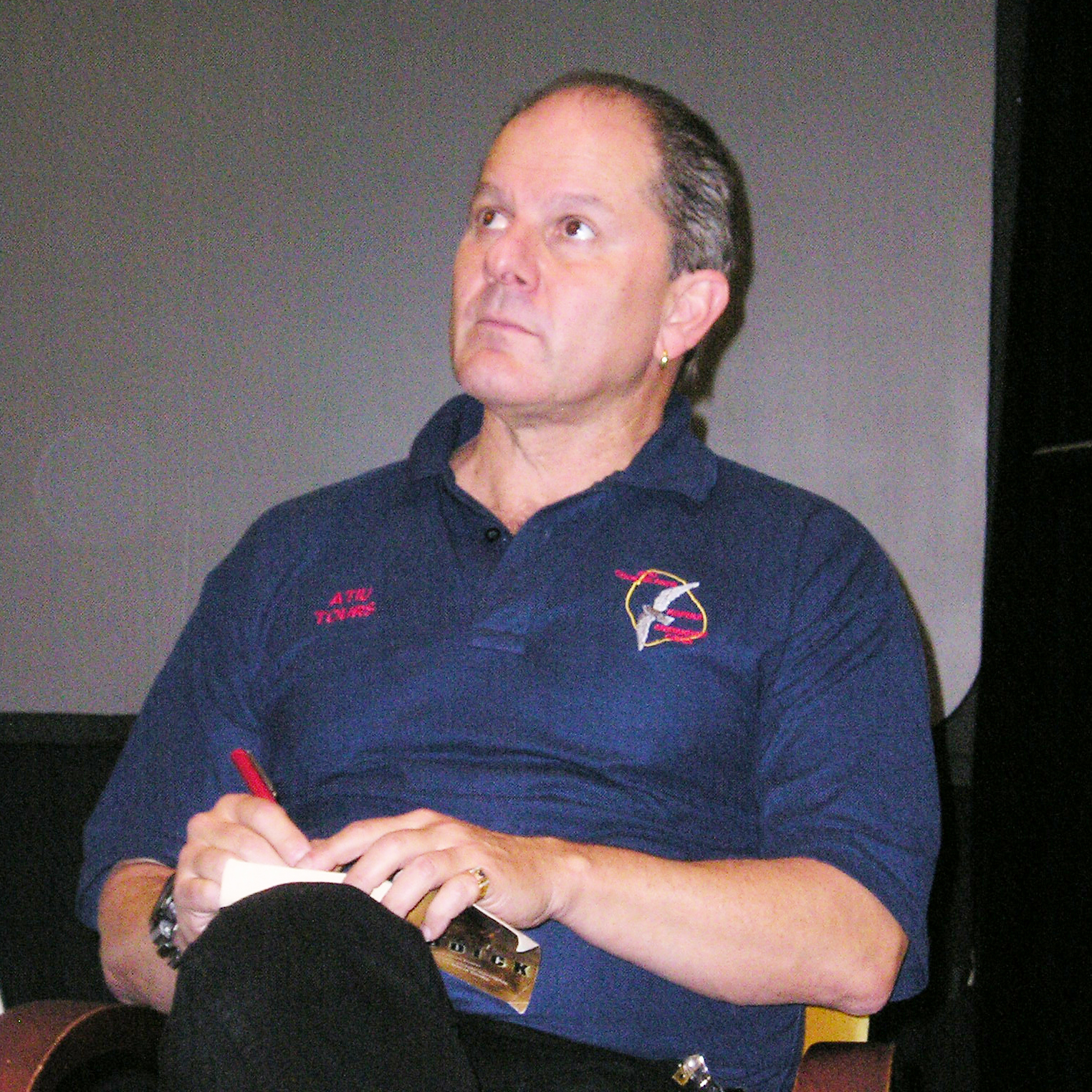
L'auteur de science-fiction Alan Dean Foster écrit la novélisation du film.